# Neue Improvisationsmusik

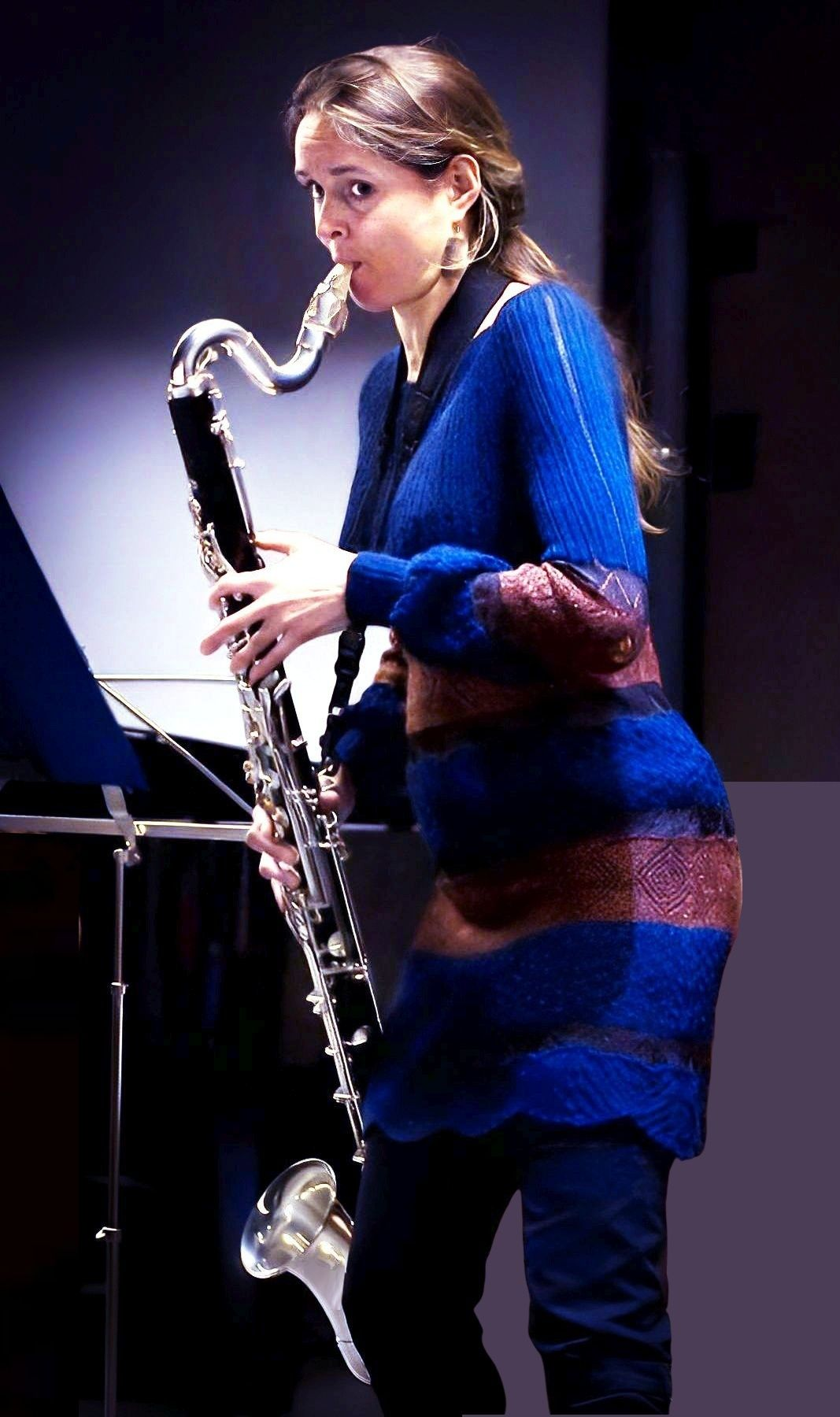
Tara Bouman

Als Neue Improvisationsmusik werden Spielweisen und -formen einer die Musikavantgarde reflektierenden Improvisationsmusik bezeichnet, wie sie unter dem Einfluss von John Cage seit Mitte der 1960er Jahre vor allem in Europa und teilweise aus dem Jazz heraus entstanden sind.

## Begriff
Der Begriff hat sich, häufig auch unter der Bezeichnung Improvisierte Musik, für eine Vielzahl von Musikformen etabliert, in denen die Improvisation eine zentrale Rolle spielt: Free Jazz, Grenzbereiche der Neuen Musik, Noise Music und auch experimentelle Rockmusik. 1963 gründete Larry Austin als erste Improvisationsgruppe der Neuen Musik das New Music Ensemble, das an der University of California, Davis bis 1968 bestand. Als weitere Improvisationsensembles entstanden 1964 der Gruppo di Improvvisazione Nuova Consonanza und AMM. Diese in den 1960er Jahren entstandenen Improvisationsgruppen haben, ebenso wie die Gruppe Musica Elettronica Viva, die britische People Band und die von Vinko Globokar mit Michel Portal gegründete New Phonic Art der Neuen Musik das Spontane zurückgegeben.
In der Folge der entwickelten Spielpraktiken und ästhetischen Einflüsse der Elektronischen Musik der 1990er Jahre hat sich die Neue Improvisationsmusik fast vollständig von der Ästhetik des Jazz entfernt: Die Musiker bedienen sich eines sehr weitreichenden Materialvorrates aus zeitgenössischen Spieltechniken, Geräuschen und sehr subjektiven, individuellen Behandlungen von Instrumenten. Auch selbsterfundene Instrumente (etwa durch Michel Waisvisz oder Hans Reichel) spielen eine gewisse Rolle. Viele zeitgenössische Komponisten der Neuen Musik suchen sich Inspiration bei den oft sehr eigenwilligen Spieltechniken und Klangerzeugungen, die Improvisatoren über Jahre hinweg selbst entwickeln. Besondere Formen der Neuen Improvisationsmusik sind Echtzeitmusik, freie Improvisationsmusik und Intuitive Musik; allerdings ist es z. T. sehr schwierig, diese Varianten klar voneinander zu trennen. Teilweise werden auch improvisatorische Spielhaltungen als „Self-Invention“ (Eddie Prévost), „instant composing“ (Misha Mengelberg) „Komprovisation“ (Markus Stockhausen, Burkhard Stangl, John Wolf Brennan, Richard Barrett u. a.), „automatic playing“ (Mia Zabelka) oder „Deep Listening“ (Pauline Oliveros) bezeichnet. Es kann des Weiteren grundsätzlich zwischen freier Improvisation und strukturierter Improvisation unterschieden werden; bei Letzterer gibt es allgemeine Absprachen zwischen den Musikern, während Erstere völlig offen entsteht.

## Protagonisten (Auswahl)
- Maria de Alvear: Stimme
- Derek Bailey: Gitarre
- John Wolf Brennan: Piano, präpariertes Piano
- Lindsay Cooper: Fagott
- Axel Dörner: Trompete
- Christy Doran: Gitarre
- Jean-Pierre Drouet: Schlagwerk
- Karlheinz Essl jun.: Elektronik
- Gunda Gottschalk: Violine
- Barry Guy: Kontrabass
- Peter Michael Hamel: Klavier, Orgel, Keyboards
- Tristan Honsinger: Cello
- Charlotte Hug: Viola, Stimme
- Hans Koch: Bassklarinette
- Joëlle Léandre: Kontrabass
- Paul Lovens: Perkussion
- Phil Minton: Stimme, Trompete
- Wolfgang Mitterer: Orgel, Piano
- Theo Nabicht: Klarinette
- Lauren Newton: Stimme
- Pauline Oliveros: Akkordeon
- Evan Parker: Sopran- & Tenorsaxofon
- Frank Perry: Perkussion
- Günter Philipp: Piano
- Eddie Prévost: Schlagzeug
- Annemarie Roelofs: Posaune
- Keith Rowe: Gitarre
- Giancarlo Schiaffini: Posaune, Tuba
- Robyn Schulkowsky: Perkussion
- Günter Sommer: Perkussion
- Richard Teitelbaum: Synthesizer
- John Tilbury: Piano
- Bertram Turetzky: Kontrabass
- Frances-Marie Uitti: Cello, Stimme
- Fred Van Hove: Piano, Orgel, Akkordeon, Komponist
- Phil Wachsmann: Violine
- Alfred Zimmerlin: Cello

## Einige Labels
Tonträger mit improvisierter Musik erscheinen bei Plattenlabels wie Altrisuoni,  Between the Lines, Charhizma, Clean Feed, Creative Works Records, FOR4EARS, Euphorium, Intakt, FMP, Emanem Records, 482 Music, HatHut Records, Instant Composers Pool, Leo Records, Matchless Recordings, NoBusiness, Not Two Records, Nur/Nicht/Nur, Re:konstruKt und TUM Records.